# Andrés de Urdaneta
 Andrés de Urdaneta y Cerain  (Ordizia, possiblement el 1508 - Ciutat de Mèxic, 3 de juny de 1568) fou un militar, cosmògraf, marí, explorador i religiós agustí espanyol. Va participar en l'expedició de García Jofre de Loaisa i en la de Miguel López de Legazpi i va aconseguir fama universal en descobrir i documentar la ruta a través de l'oceà Pacífic, des de les Filipines fins a Acapulco, coneguda com a Ruta de Urdaneta o viatge de tornavolta.

## Vida

### Joventut
Va néixer a la localitat basca d'Ordizia (llavors Villafranca), sent els seus pares Juan Ochoa de Urdaneta i Gracia de Cerain, tots dos d'il·lustre llinatge. Juan de Urdaneta va ser alcalde de Villafranca el 1511, i la mare va haver de tenir relació familiar amb el sector de les fargues, ja que era parent de Legazpi, i el mateix Urdaneta reconeixia a Andrés de Mirandaola com a nebot seu. Encara que la tradició situa el seu lloc natal al caseriu de Oyanguren, sembla més lògic suposar que es trobava al casc de la vila; Lope Martínez de Isasti ressenya en el seu  Compendi Historial de Guipúscoa  (1625) l'existència d'una  "casa de Urdaneta" .
Va tenir estudis, encara que es desconeix on i va destacar en les matemàtiques, a part del domini del llatí i la filosofia. Sent aquest període de la seva vida una de les llacunes que sobre la seva persona tenim, encara que pels fets que es relaten a continuació, està provat que era posseïdor d'una bona educació, i així va continuar durant tota la seva vida.

### L'expedició de Loaisa

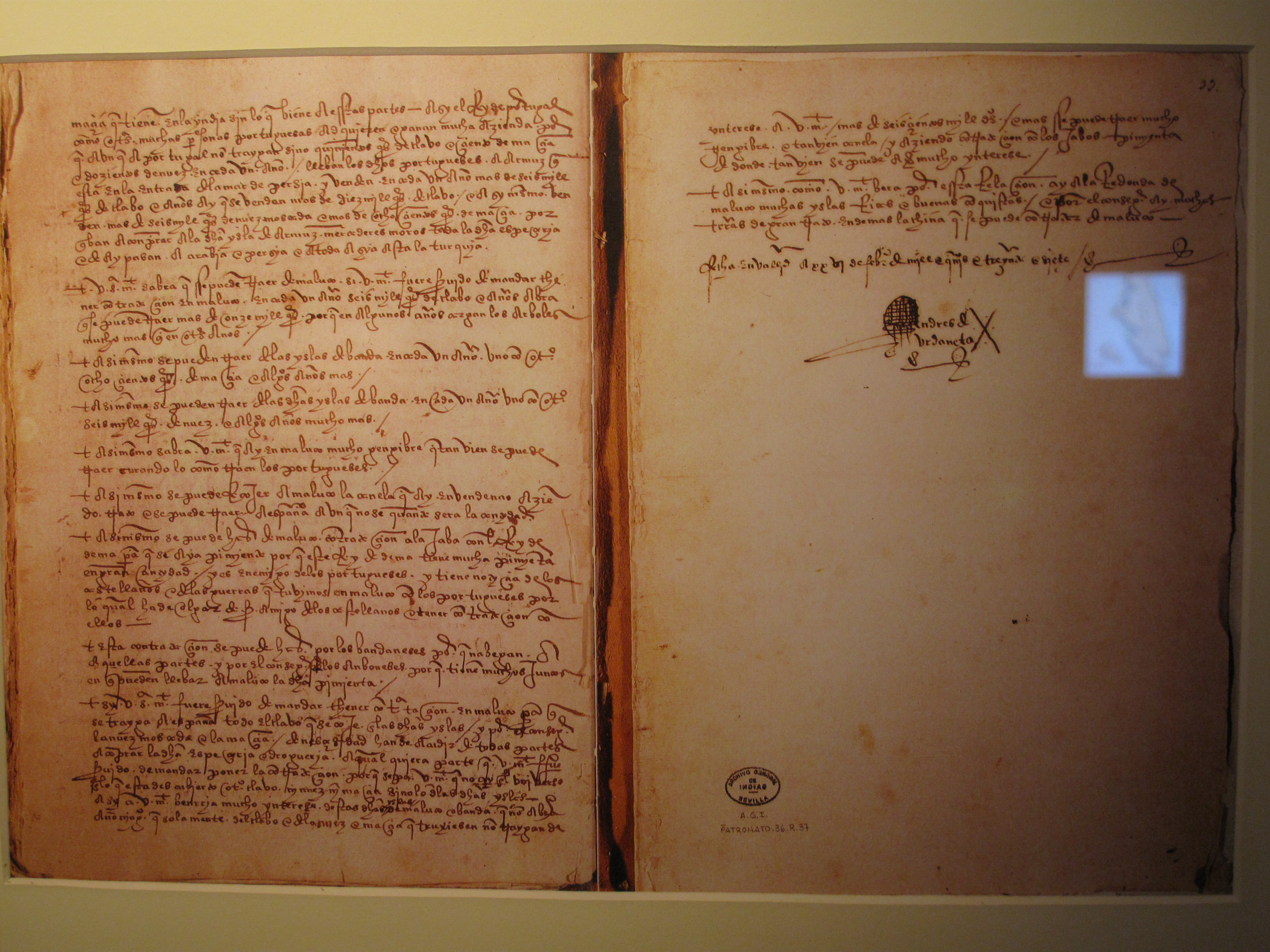
Última pàgina del Diari de Viatge redactat per A. de Urdaneta.

En 1525, al costat de Juan Sebastián Elcano forma part de l'expedició de García Jofre de Loaisa. En morir Elcano, és un dels testimonis que signen el seu testament. Després de la campanya de les Moluques, torna a Espanya, on visita a l'Emperador i li lliura una memòria sobre aquestes illes.
D'Espanya passa a Mèxic, on professa en l'orde de Sant Agustí.

### El viatge de tornavolta
Tot i estar ordenat, Felip II ordena a Velasco, virrei de la Nova Espanya (Mèxic), que compte amb Urdaneta per l'expedició a les illes de Ponent manada per Legazpi. Urdaneta va dissenyar la ruta de tornada basant-se en els seus coneixements científics. Cinc expedicions anteriors havien intentat el viatge de tornavolta sense poder-lo completar pels corrents en contra. La ruta de tornada des de les Filipines per l'est era estratègicament molt important, ja que permetria a Espanya el comerç amb l'Extrem Orient sense navegar per aigües controlades pels portuguesos en les Moluques, Índia i Àfrica. Urdaneta, que coneixia aquestes aigües, considerava que pujant cap al nord des de les Filipines podia trobar un corrent favorable que el portés novament fins a Amèrica.
Per al retorn, Urdaneta va salpar de Sant Miquel, a les Filipines, l'1 de juny de 1565, i va posar rumb nord-est, va pujar fins al paral·lel 40, on va trobar el corrent de Kuro Siwo, que des del Japó els va portar fins a més al nord del cap Mendocino, a Califòrnia, des d'on costejar rumb sud fins a Acapulco, on va arribar el 8 d'octubre, després d'haver recorregut 20.000 km en poc més de 4 mesos.
En arribar, Urdaneta va descobrir que un membre de la seva expedició, Alonso de Arellano, que s'havia separat de la flota tot just deixar el port, s'havia avançat seguint el camí explicat per Urdaneta i havia arribat al port de Navidad a l'agost. No obstant això, la manca de notes d'Arellano sobre la ruta seguida i la seva innoble actuació van fer que el nom de Urdaneta s'associï al recorregut. Durant la resta dels segles xvi i xvii, les naus espanyoles, particularment els galions que recorrien anualment el trajecte Acapulco-Manila-Acapulco, van emprar la ruta d'Urdaneta.

## Llegat
Els fundadors de l'Institut Geogràfic Basc (INGEBA) (Euskera:  Euskal Geografia Elkargoa ) van escollir el seu nom per acompanyar a la denominació de l'entitat.

## Obra
Pel que fa a les obres escrites pel Pare Urdaneta es coneixen:
- La  Relació sumària del viatge i successos del comanador Jofre de Loaisa des 24 juliol 1525 , lliurada el 4 de setembre de 1536 el senyor Macías del Poyo, a la ciutat de Valladolid.
- La  Relació escrita i presentada l'Emperador per Andrés de Urdaneta dels successos de l'armada del comanador Jofre de Loaisa, des 24 juliol 1525 fins a l'any de 1535 , lliurada el 26 de febrer de 1537.
- El  Derroter de la navegació que havia de fer des del port d'Acapulco per les illes de ponent l'armada que S. M. va manar aprestar pel seu descobriment en les costes del mar del Sud de Nova-Espanya, amb la descripció d'aquest port i el de Nadal, i les propietats i avantatges de cada un d'ells, i per fi una memòria del que convenia proveir per l'aprest i bon èxit d'aquesta expedició , que va escriure al Rei el 1561.
- Finalment, la demostració davant el Rei de la seva forma de veure el tema de les illes Filipines, que va obligar a Felip II a concertar aquella reunió d'experts, del que hi ha una memòria documental que conté totes aquelles opinions i parers que es van donar :  Vuit parers donats per aquest i altres cosmògrafs el 1566 i 1567, sobre si les illes Filipines estaven compreses en l'afany que l'emperador havia fet al rei de Portugal, i si les del Maluc i altres estaven a la demarcació de Castilla .

Quant a la definitòria situació de les illes Filipines, diu així:
| « | En un d'aquests parers, que és de 8 d'octubre 1566, va dir el P. Urdaneta que à son persuasió, el P. fra Martín de Rada, natural de Pamplona, sacerdot i teòleg, bon matemàtic, astròleg, cosmògraf i gran aritmètic, va portar amb si a l'armada del general Miguel López de Legazpi, des de Nova-Espanya a les Filipines un instrument de mitjana grandesa, per poder verificar la longitud que havia des del meridià de Toledo fins al de la terra on arribés, i efectivament ho va verificar al poble de Zubiú (que està en 10 º lat N.), trobant 216 º 15 'per les taules Alfonsina, i 215 º 15' per Copèrnic, que deduïts 43 º 8 ', restaven 172 º 7', i resultava finalment que encara restaven 7 º 53 'fins als 180 º que pertanyien a la corona de Castilla. " | » |